# Microserica opalina
Microserica opalina är en skalbaggsart som beskrevs av Hermann Burmeister 1855. Microserica opalina ingår i släktet Microserica och familjen Melolonthidae. Inga underarter finns listade i Catalogue of Life.